# فالنتين إسترادا
فالنتين إسترادا (بالإسبانية: Valentín Estrada)‏ هو نحات سلفادوري، ولد في 1902 في السلفادور، وتوفي في 1987 في سويابانغو في السلفادور.